# Droga wojewódzka 620
Die Droga wojewódzka 620 (DW 620) ist eine 23 Kilometer lange Droga wojewódzka (Woiwodschaftsstraße) in der polnischen Woiwodschaft Masowien, die Nowe Miasto mit Przewodowo-Parcele verbindet. Die Strecke liegt im Powiat Płoński und im Powiat Pułtuski.

## Streckenverlauf
Woiwodschaft Masowien, Powiat Płoński
-  Nowe Miasto (DW 632)
- Szczawin

Woiwodschaft Masowien, Powiat Pułtuski
- Klukówek
- Klukowo
- Świercze
- Prusinowice
- Sulkowo
- Strzegocin
- Gąsiorowo
- Kęsy-Wypychy
- Kęsy-Pańki
- Łady-Krajęczyno
- Przewodowo Poduchowne
-  Przewodowo-Parcele (DW 618)